# Nutrición animal
La nutrición animal se dedica al estudio de la alimentación de los animales. Normalmente para la cría para uso humano, aunque también se utiliza para recuperar animales salvajes protegidos, dicha función la realizan en la cría con fines económicos, además de conservar la salud del animal el conocimiento de la nutrición animal tiene efectos deseables. Desde la maximización de conversión de alimento que se le suministra al animal a carne, leche u otro producto que se desee obtener hasta el grado de impacto que producen los animales en el ambiente (por ejemplo la emisión de metano producida por los rumiantes depende mucho de su alimentación)

## Diferencias con los humanos
Los humanos somos seres vivos con similitudes en nuestras necesidades nutritivas pero según nuestro parentesco genético se va alejando las necesidades diferentes.
Los humanos somos unos de los pocos seres vivos que necesitan una ingesta externa de vitamina C. Aunque compartimos la mayoría de las necesidades vitaminas con los otros mamíferos. En el caso de los rumiantes, contiene una gran flora intestinal que produce todas las vitaminas del grupo B y otras como la K. 
Los rumiantes pueden seguir una dieta casi sin proteínas si tienen una fuente de nitrógeno no proteico (NNP). Aunque se suele utilizar Urea de origen fósil, se podría utilizar orina como complemento. De hecho se llega a utilizar estiércol de animales monogástricos como parte de su alimentación.
Además, los rumiantes pueden aprovechar sustancias que los humanos y otros animales no pueden utilizar, por eso se puede utilizar el estiércol suplemento alimentario. Aparte del NNP, los rumiantes pueden obtener fósforo a partir de los fitatos mediante degradación enzimática, utilizar los hidratos de carbono de la fibra alimentaria (pectina, celulosa).
También puede darse el caso que sustancias inocuas para humanos sean tóxicas para otros animales y viceversa. La teobromina del chocolate es mucho más tóxica para perros y gatos. Las almendras (amargas) son tóxicas para las gallinas, como lo son para los humanos otros frutos de la familia del almendro, como la semilla que contiene el hueso del albaricoque. (Ver amigdalina)
En cambio, muchas aves comen el fruto del acebo tóxico para los humanos. La semilla del algodón es tóxica para los humanos, pero puede ser consumida por los rumiantes.

## Animales domésticos
Véase también: Revolución neolítica: Impacto sobre la salud de la inclusión de los cereales en la dieta
Las evidencias históricas y arqueológicas muestran que previamente a la revolución neolítica, los seres humanos en general no mostraban signos ni síntomas de enfermedades crónicas y que, coincidiendo con el desarrollo de la agricultura y la inclusión de los cereales en la dieta, se produjo una serie de consecuencias negativas sobre la salud, muchas de las cuales continúan presentes en la actualidad. Entre ellas cabe destacar múltiples deficiencias nutricionales, tales como la anemia ferropénica, trastornos minerales que afectan tanto a los huesos (osteopenia, osteoporosis, raquitismo) como a los dientes (hipoplasias del esmalte dental, caries dentales), y una alta incidencia de trastornos neurológicos, enfermedades psiquiátricas, la obesidad, la diabetes tipo 2, la ateroesclerosis y otras enfermedades crónicas o degenerativas. Algo similar podría haber ocurrido con animales que han evolucionado paralelamente al hombre, conviviendo y compartiendo los cambios en los hábitos alimenticios pasando a dietas ricas en cereales, como los perros y los gatos domésticos.